# Jaroslav Heyrovský

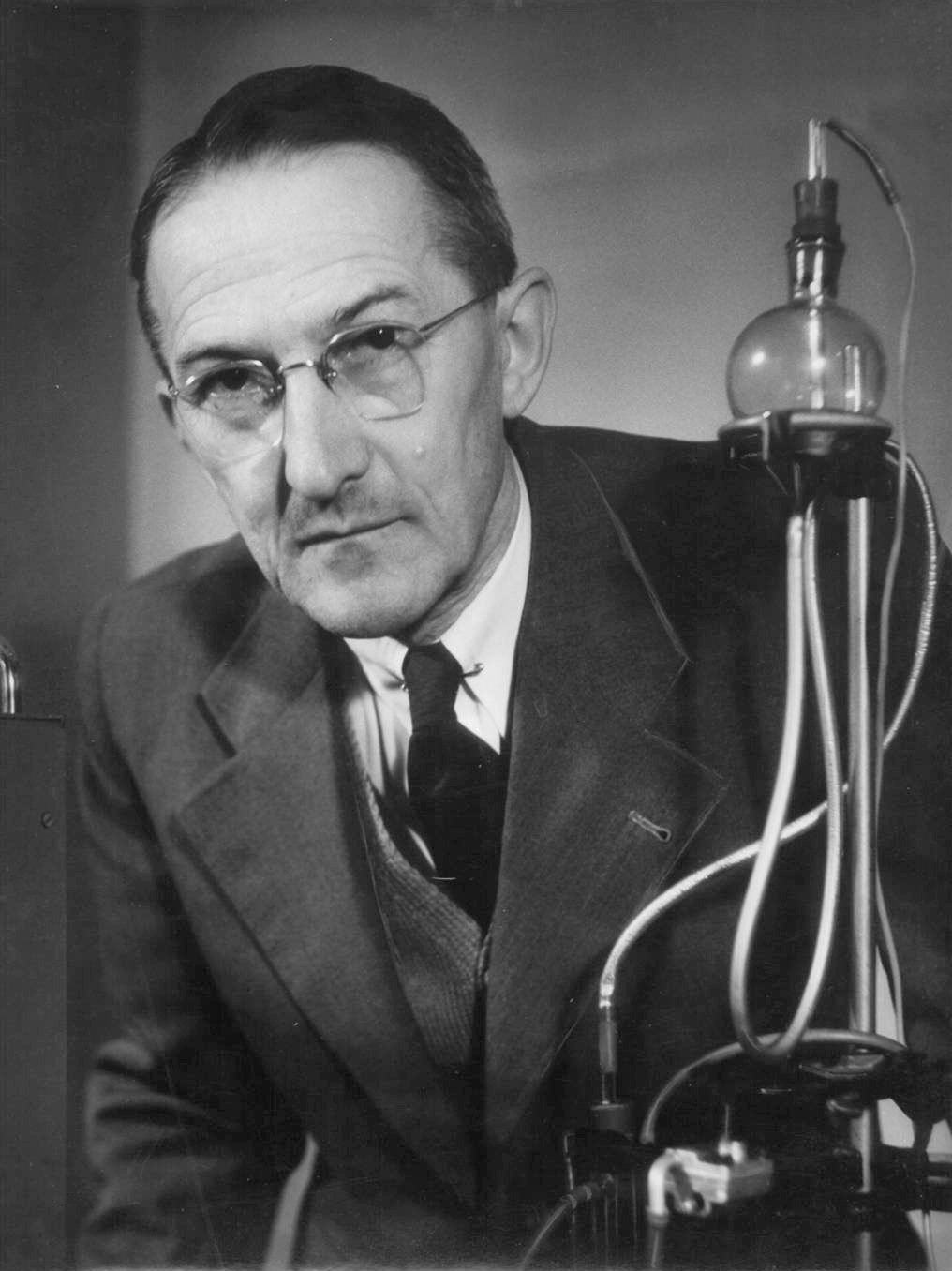
Jaroslav Heyrovský

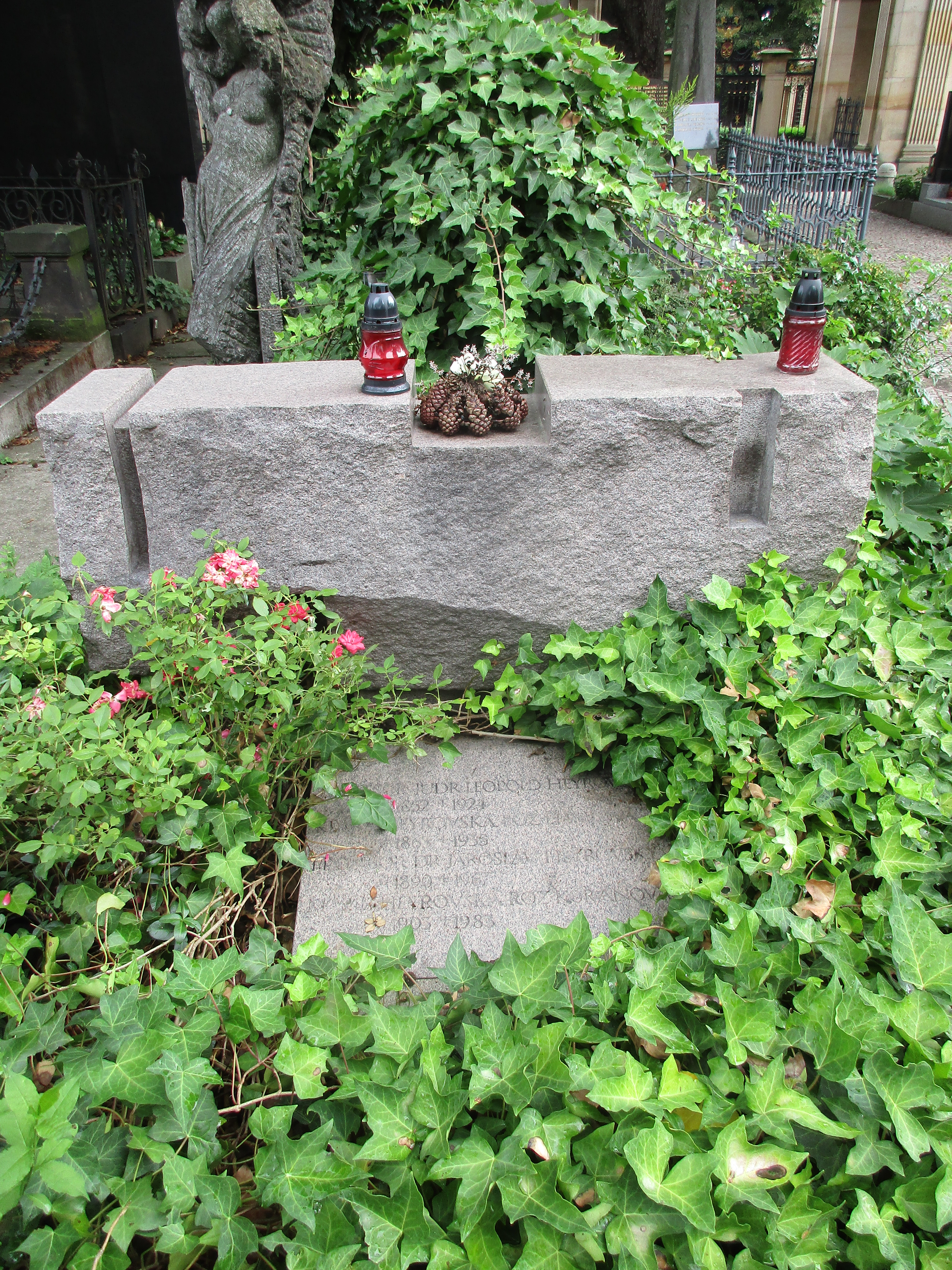
Grab auf dem Vyšehrader Friedhof in Prag

Jaroslav Heyrovský (* 20. Dezember 1890 in Prag; † 27. März 1967 ebenda) war ein tschechischer Physikochemiker. Sein bedeutendster Beitrag zur Wissenschaft war die Entwicklung der Polarographie. Dafür erhielt er 1959 den Nobelpreis für Chemie.

## Leben
Jaroslav Heyrovský war der Sohn eines Professors der Rechtswissenschaften. An der Universität Prag studierte er 1909 Physik, Mathematik und Chemie. Zwischen 1910 und 1914 setzte er sein Studium am University College in London fort. Im Jahre 1913 erlangte er den Bachelor of Science Abschluss bei Sir William Ramsay. In den folgenden Jahren des Ersten Weltkrieges wurde er als Soldat des Österreichisch-Ungarischen Heeres eingezogen. Im Sanitätsdienst wurde er als Chemiker in der Radiologie eingesetzt. Dennoch führte er seine Studien fort, um 1918 in Prag zu promovieren. Im Jahre 1920 habilitierte er sich an der Universität Prag. Anschließend war er dort als Dozent für Physikalische Chemie tätig. In London wurde ihm 1921 der Grad eines Doktors der Wissenschaften (D.Sc.) verliehen. An der Prager Universität wurde Heyrovský 1922 außerordentlicher Professor und 1926 Ordinarius für Physikalische Chemie. Er war ab 1950 Leiter des neu gegründeten Polarographie-Institutes der Karls-Universität Prag. Diese Einrichtung ging später in das „Heyrovský-Institut für Polarographie der Akademie der Wissenschaften der ČSSR“ über. Das Institut trägt bis heute seinen Namen.
Für besondere Leistungen auf dem Gebiet der Elektrochemie wird die nach ihm benannte Heyrovský-Medaille vergeben. Heyrovský wurde 1933 in die American Academy of Arts and Sciences gewählt. Er war ab 1956 Mitglied der Deutschen Akademie der Naturforscher Leopoldina. 1955 wurde er Ehrendoktor der Technischen Hochschule Dresden.
Sein langjähriger Assistent war Rudolf Brdička.
1985 wurde der Mondkrater Heyrovsky nach ihm benannt, ebenso 1990 der Asteroid (3069) Heyrovský.

## Werk

### Erfindung der Polarographie
Bei der Verteidigung seiner Doktorarbeit 1918 war Professor Kucera anwesend und weckte Heyrovskýs Interesse für die tropfende Quecksilberelektrode. Diese verwendete man, um Elektrokapillarkräfte zu untersuchen. Dazu wog der Experimentator entweder die gefallenen Quecksilbertropfen ab, oder er bestimmte die Tropfzeit. Die Werte trug man in einem Diagramm gegen das jeweils angelegte elektrochemische Potential auf. Ende 1921 kam Heyrovský auf die Idee, den elektrischen Strom zu messen, der durch die elektrochemische Zelle und damit durch die tropfende Quecksilberelektrode floss. Diese Experimente gelangen erst, als ein besonders empfindliches Spiegelgalvanometer zum Einsatz kam. Nur diese Instrumente waren damals in der Lage, die winzigen Elektrolyseströme (nA bis µA) an der Quecksilbertropfelektrode in Abhängigkeit vom angelegten Potential zu messen. Ab 1922 nahm er mit seinen Mitarbeitern derartige Strom-Spannungs-Kurven von Hand auf. Man fand, dass die Elektrolyse von gelösten chemischen Substanzen zu stufenförmigen Signalen führte. Dabei hing die Höhe der Stufe von der Konzentration ab. Man konnte beispielsweise noch Metallionen im Spurenbereich (10 … 100 µmol/l) damit erfassen. Die Lage der Stufe auf der Potentialachse war dagegen für den reagierenden Stoff charakteristisch. Diese elektrochemische Analysenmethode der Polarographie unter Verwendung der Quecksilbertropfelektrode verbreitete sich in den folgenden Jahrzehnten schnell in der ganzen Welt. Sie ermöglicht quantitative und qualitative Analysen von Substanzen, die sich an der Quecksilberelektrode umsetzen lassen.

### Weiterentwicklung der polarographischen Methode
Heyrovský entwickelte mit seinem Mitarbeiter Shikata (志方 益三, Shikata Masuzo) ab dem Jahre 1924 den elektromechanischen Polarographen. Dieses Gerät konnte automatisch Polarogramme aufzeichnen und erleichterte somit die polarographischen Experimente entscheidend. Für die folgenden ca. 40 Jahre dominierte dieser elektromechanische Instrumententyp. Danach kamen elektronische Potentiostaten in Gebrauch, die mit der Quecksilbertropfelektrode gekoppelt wurden. Heutzutage ist ein moderner Polarograph komplett computergesteuert.
Ab 1926 publizierte Heyrovský erste Veröffentlichungen zur neuen Methode. In der Folgezeit widmete er sich theoretischen Studien zu diffusionsbegrenzten Strömen und Mechanismen von Elektrodenreaktionen. Weiterhin entwickelte er die Quecksilberstrahlelektrode und die Wechselstrompolarographie. Bei letzterer wird der gleichmäßig veränderlichen Spannung noch eine Wechselspannung überlagert, wobei der Wechselstromanteil als analytisches Signal gemessen wird.
Jaroslav Heyrovský hat auch durch Bücher zur Verbreitung seiner Methode beigetragen. Diese leicht verständlichen Werke widmen sich sowohl den theoretischen Grundlagen als auch der praktischen Handhabung bis hin zu konkreten Analysevorschriften.

## Publikationen
- J. A. V. Butler; P. Zuman: Jaroslav Heyrovský. 1890-1967. In: Biographical Memoirs of Fellows of the Royal Society. 13. Jahrgang, 1967, S. 167–191, doi:10.1098/rsbm.1967.0008 (jstor.org).

- L. R. Sherman: Jaroslav Heyrovský (1890 – 1967). In: Chemistry in Britain. Dezember 1990, S. 1165 – 1167.

- F. Calascibetta: Chemistry in Czechoslovakia between 1919 and 1939: J. Heyrovský and the Prague Polarographic School. In: Centaurus. 39. Jahrgang, Nr. 4, 1997, S. 368–381, doi:10.1111/j.1600-0498.1997.tb00043.x.
- P. Zuman: Electrolysis with a Dropping Mercury Electrode: J. Heyrovsky's Contribution to Electrochemistry. In: Critical Reviews in Analytical Chemistry. 31. Jahrgang, Nr. 4, 2001, S. 281 – 289, doi:10.1080/20014091076767.
- J. Barek,  A. G. Fogg,  A. Muck, J. Zima: Polarography and Voltammetry at Mercury Electrodes. In: Critical Reviews in Analytical Chemistry. 31. Jahrgang, Nr. 4, 2001, S. 291–309, doi:10.1080/20014091076776.
- Jiří Barek, Jiří Zima: Eighty Years of Polarography – History and Future. In: Electroanalysis. 15. Jahrgang, Nr. 5–6, 2003, S. 467–472, doi:10.1002/elan.200390055.